# NGC 7659
NGC 7659 is een spiraalvormig sterrenstelsel in het sterrenbeeld Pegasus. Het hemelobject werd op 16 oktober 1784 ontdekt door de Duits-Britse astronoom William Herschel.

## Synoniemen
- UGC 12595
- MCG 2-59-40
- ZWG 431.64
- PGC 71417